# Las Chocillas
Las Chocillas es un barrio de la ciudad de Almería. Se encuentra situado en la parte este de la ciudad, limitando con las vías de ferrocarril y El Puche al este, al sur con  Los Molinos y al norte y oeste con Villablanca. 

## Historia
El barrio tiene más de 100 años de antigüedad. Históricamente ocupado por huertas, granjas y cortijos, era un lugar de paso para los ganaderos que iban hacia Huércal de Almería y la zona del río Andarax. A partir de los años 60 el barrio comenzó a recibir mucha obra pública, desembocando en construcción de nuevas viviendas y creciendo en población. A partir del 2010, la parte norte del barrio ha experimentado un espectacular crecimiento con la construcción de grandes residenciales y la apertura y creación de nuevos viales y zonas verdes. Exceptuando la nueva zona norte, el resto del barrio es un lugar tranquilo, caracterizado por viviendas una o dos plantas y calles estrechas. Aún hay restos de antiguos cortijos que forman parte de la trama urbana.

## Problemática actual
Debido a su urbanismo y al tipo de viviendas de pequeño tamaño, el barrio no tiene más posibilidad de crecer en número de habitantes. Además tiene una importante carencia en materia de zonas verdes y espacios libres además de otros equipamientos públicos, teniendo los principales servicios en el vecino barrio de Los Molinos; como es el caso de instalaciones deportivas, consultorio o colegio al no disponer el barrio de ningún centro público. Desde 1991 fue considerado en el Catálogo de Barrios Vulnerables como frágil, abandonado dicha situación a partir de la década de 2010.

## Equipamientos públicos

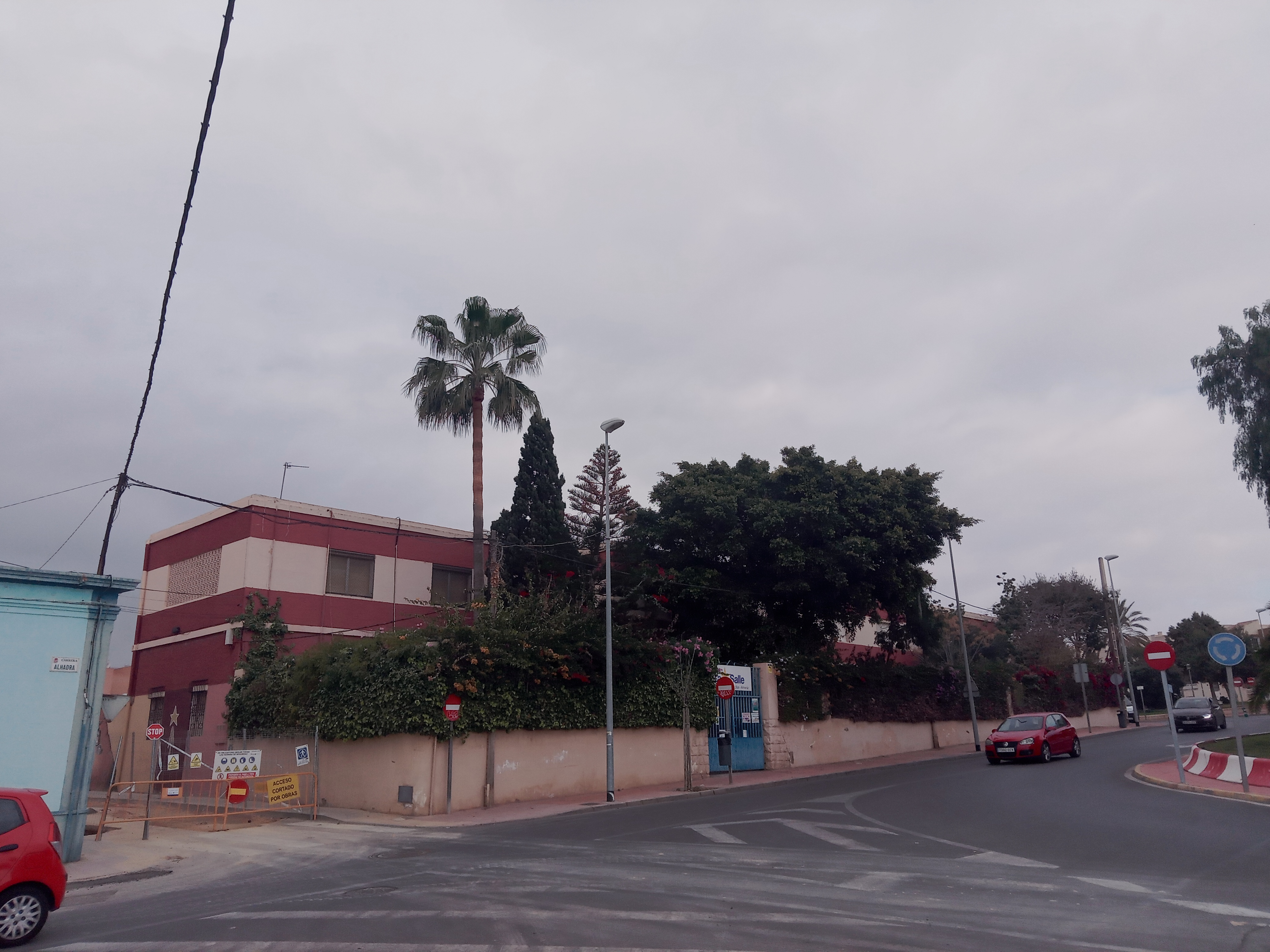
Colegio La Salle-Chocillas

- Centro vecinal. Sede de la AVV La Albahaca.
- Campo de fútbol Las Chocillas.[4] Construido en 1968 está dotado de césped natural. Es el campo como local del histórico Plus Ultra C.F, que limitado en Tercera División.
- Colegio de Educación Concertada "La Salle Chocillas". Ubicada sobre los terrenos que tenía la orden de La Salle en el barrio en el paraje Loma de Cárdenas, que ocupaban 3 hectáreas, se construye en 1961 la escuela, y en 1968 el campo de fútbol justo al lado.[5]
- Centro de Educación Especial Princesa Sofía. Construido en 1970.[6]

## Lugares de interés
- Plaza del Pintor Zabaleta. Es el centro neurálgico del barrio. Es una zona ajardinada con pérgolas, provista de juegos infantiles y una fuente.

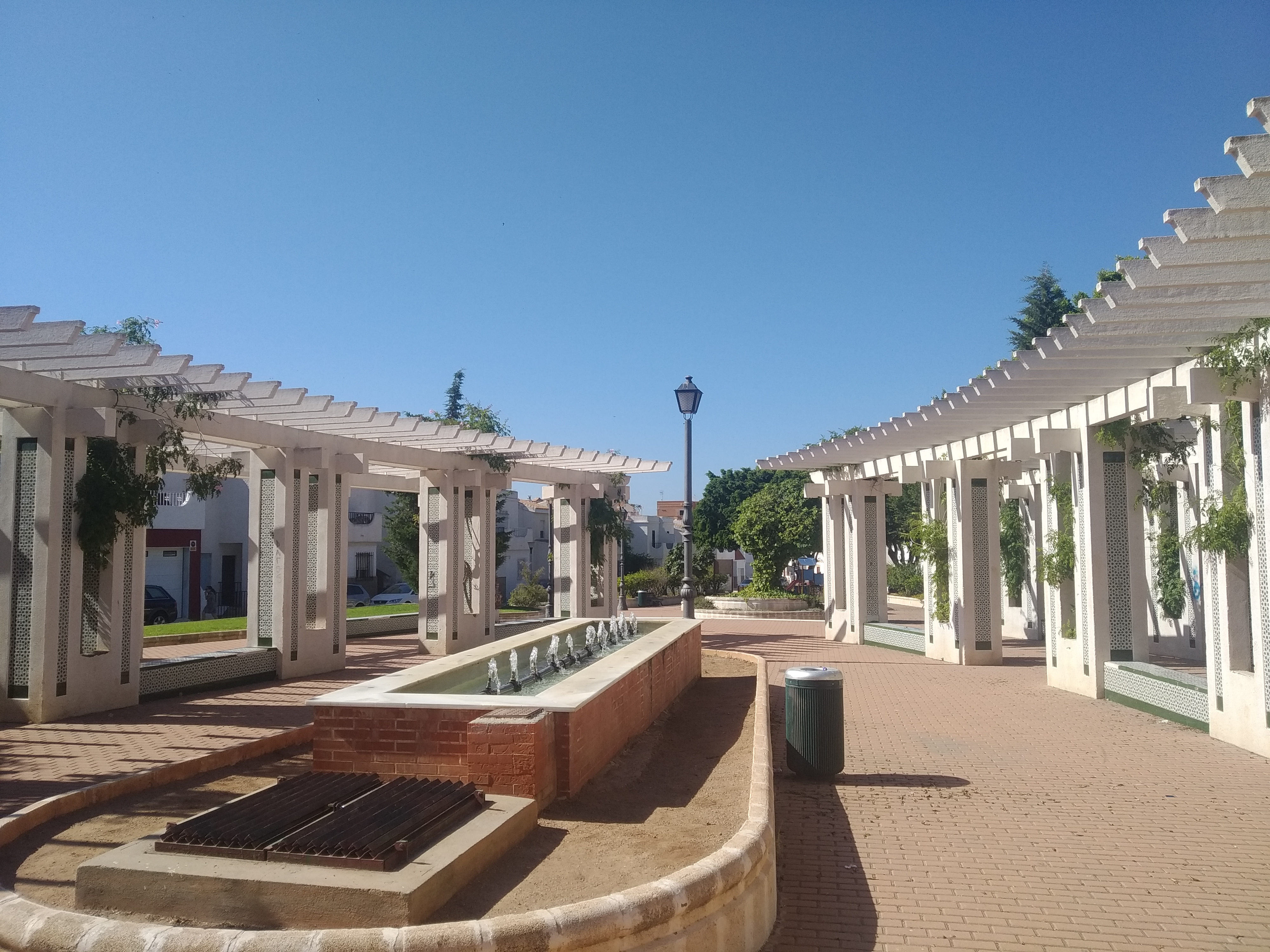
Plaza Pintor Zabaleta

## Transporte
|                                                                                      | Surbus Ir a la base de datos | Surbus Ir a la base de datos | Surbus Ir a la base de datos | Surbus Ir a la base de datos | Surbus Ir a la base de datos |
| Línea                                                                                | Trayecto                     | Horario 1 Laborables         | Horario 2 Sábados            | Horario 3 Festivos           | Frecuencia 1/2/3             |
| ------------------------------------------------------------------------------------ | ---------------------------- | ---------------------------- | ---------------------------- | ---------------------------- | ---------------------------- |
|                                                                                      | Torrecárdenas-Nueva Almería  | 6:55 a 22:52                 | 6:55 a 22:52                 | 6:55 a 22:52                 | 60´/60´/ 60´                 |
|                                                                                      | Los Molinos-CC Torrecárdenas | 7:00 a 22:25                 | 7:00 a 22:25                 | (sin servicio)               | 60´/60´/ SS                  |
| - La frecuencia y el horario se refire a: Laborables / Sábados / Domingos y festivos |                              |                              |                              |                              |                              |

El barrio es recorrido por dos líneas de autobús. La  Línea 3 conecta al barrio con Torrecárdenas o Nueva Almería y la Línea 8, que conecta el centro de la ciudad con el Centro Comercial de Torrecárdenas.